# ماثيو ريس (لاعب كرة قدم)
ماثيو ريس (بالإنجليزية: Matthew Rees)‏ هو لاعب كرة قدم بريطاني في مركز الدفاع، ولد في 2 سبتمبر 1982 في سوانزي في المملكة المتحدة. شارك مع منتخب ويلز تحت 21 سنة لكرة القدم. أما مع النوادي، فقد لعب مع سوانزي سيتي ونادي أفان ليدو ونادي ألدرشوت تاون ونادي كرولي تاون ونادي ميلوول ونادي نيث ونيوبورت كونتي.

## وصلات خارجية
- ماثيو ريس (لاعب كرة قدم) على موقع قاعدة بيانات كرة القدم.إي يو (الإنجليزية)
- ماثيو ريس (لاعب كرة قدم) على موقع Soccerbase.com (لاعب) (الإنجليزية)